# Manoir de Temple Chelsing
Les manoirs de Temple Chelsing était deux manoirs situé dans le comté de Hertfordshire (Nord-Est de Londres). Les documents anciens l'appellent aussi « Chelse ». 
Mentionné depuis le XIe siècle, ils ont appartenu aux Templiers avant d'être dévolu aux Hospitaliers de l'ordre de Saint-Jean de Jérusalem lorsque l'ordre du Temple fut supprimé.

## Description géographique
L'endroit est connu de nos jours sous le nom de Bengeo Temple Farm et de Chelsing Farm, deux fermes à mi-chemin et au nord des villages de Tonwell (en) et de Wadesmill (en), la deuxième étant inscrite comme monument classé

## État
De la période templière et hospitalière, il ne reste rien si ce n'est les douves autour de Bengeo Temple Farm. Concernant Chelsing Farm, le bâtiment actuel date du milieu du XVIIe siècle.

## Historique
Chelsing fut d'abord l'un des manoirs détenus autour de Bengeo (en) par le seigneur Geoffrey de Bech avant d'appartenir au XIIIe siècle à la famille de Tany, originaire de Saint-Aubin-du-Thenney, et vassale à ce moment-là des seigneurs de Bourne dans le Lincolnshire.

### Les Templiers
L'acquisition de ce domaine par les Templiers est tardive. Il fut d'abord loué en partie à partir de 1253 avant d'être acheté par les Templiers en 1269, cette transaction ayant été opérée par Humbert de Pairaud. À partir de 1278, ceux-ci y ont tenu des assizes, ont modifié les redevances seigneuriales sur le pain et la bière et y ont également érigé une potence. 
Il s'agissait donc d'un fief templier mais les éléments qui figurent dans le procès de l'ordre du Temple ne permettent pas d'affirmer qu'il s'agissait d'une commanderie même si cela apparaît probable. Aucune réception dans l'ordre, ni aucun chapitre ne semblent avoir eu lieu à cet endroit et aucun nom de précepteur n'est parvenu jusqu'à nous.

### Les Hospitaliers
La dévolution des biens de l'ordre du Temple en Angleterre fut relativement conflictuelle et malgré la bulle Ad providam promulguée en 1312, les Hospitaliers auront dû attendre 1324 pour que le parlement anglais reconnaisse leurs droits sur les principaux établissements. En ce qui concerne Temple Chelsing, il semble malgré tout que le transfert a eu lieu dès 1313. La propriété semble être devenue une simple ferme rattachée à la commanderie de Standon car elle n'est plus mentionnée que dans le cartulaire de cette commanderie. 
La réforme protestante au XVIe siècle provoque la suppression de la langue d'Angleterre par le roi Henri VIII (1540) et l'annexion de tous leurs biens par la couronne. Elle est alors donnée à Sir Ralph Sadleir (en) en 1542 et c'est son fils Henry qui en hérite en 1587 pour la revendre à Sir Philip Boteler dès 1595.

### Commandeurs
| Nom du commandeur                           | Période     |
| ------------------------------------------- | ----------- |
| Commandeurs templiers                       | 1253 - 1308 |
| fr. ...                                     | 1253        |
| Administrateurs de la couronne d'Angleterre | 1309 - 1313 |
| ?                                           |             |
| Rattachée à la commanderie de Standon       | 1313 - 1540 |

## Possessions
| Localisation des principales possessions templières dans le Hertfordshire À la fin du XIIIe siècle |
| -------------------------------------------------------------------------------------------------- |
| \| Baldock Lannock Temple Dinsley Temple Chelsing Bengeo Sacombe \|                                |
| Baldock Lannock Temple Dinsley Temple Chelsing Bengeo Sacombe                                      |

Parmi les possessions connues et rattachées à cette commanderie, on notera pour la période templière :
- des terres à Sacombe, reçues en 1253, par Rocelin de Fos, alors maître de la province d'Angleterre[7]
- un manoir à Bengeo (en)[8]

Voir également les commanderies de la baillie de Weston qui figurent sur la carte, mais sans leurs possessions détaillées.